# Ханата (заказник)
Ханата — государственный природный заказник регионального значения. Создан постановлением Совета Министров Калмыцкой АССР от 12 июля 1963 года № 313.

## География
Площадь 52,2 тыс. га. Описание границ государственного природного заказника «Ханата»:
Северная граница: от северной оконечности оз. Унгун-Теречи на восток 2 км до пересечения автодорог п. Малые Дербеты — Тундутово — Ханата.
Восточная граница: от точки пересечения автодорог Малые Дербеты — Тундутово — Ханата по дороге до п. Ханата далее на юг до точки пересечения границы Сарпинского и Кетченеровского районов, далее по границе Кетченеровского района до северной оконечности урочища Лиман Мачик.
Южная граница: от северной оконечности урочища Лиман Мачик по прямой 16,4 км через центральный участок СПК «Гигант» до автодороги Элиста — Волгоград.
Западная граница: вдоль от автодороги Элиста — Волгоград по дороге до п. Аршань-Зельмень, далее до северной оконечности озера Унгун-Теречи через пос. Шин и Унгун-Теречи.
Расположен в пределах Прикаспийской низменности, в Сарпинской низменности, для которой характерны современные озерные равнины и фрагменты аллювиальных озерных голоценовых равнин. Ядро заказника составляет озеро Ханата.

## Задачи
- сохранение природных комплексов в естественном состоянии;
- сохранение, воспроизводство и восстановление природных ресурсов:
- обеспечение установленного режима охраны редких видов животных и птиц;
- поддержание экологического баланса;
- содействие в проведении научно-исследовательских работ без нарушения установленного режима заказника;
- пропаганда среди населения задач охраны окружающей среды, рационального использования и воспроизводства природных ресурсов.

## Объекты охраны
Создан для охраны водоплавающих и околоводных птиц. Здесь постоянно обитает единственная гнездящаяся в Калмыкии популяция серого журавля. Через цепь Сарпинских озёр проходят миграционные пути водоплавающих и водных птиц к Каспию. Северные участки заказника служат местом гнездования стрепета, журавля — красавки, серой куропатки. Довольно богатый набор беспозвоночных животных (семейство жужелиц и др.)

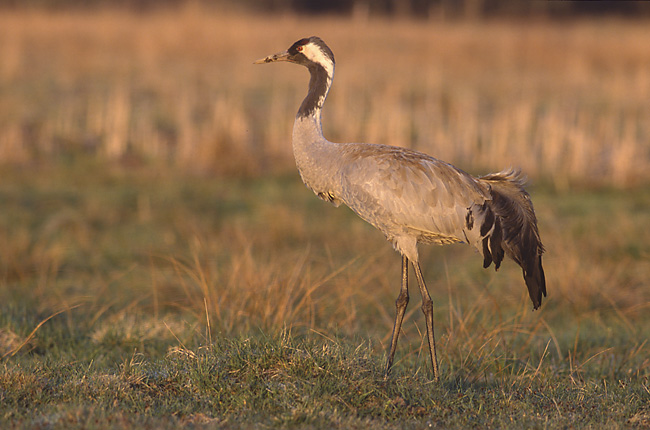
серый журавль

## Негативные факторы
Постепенное уменьшение площади озера Ханата ведет к образованию опустыненных засоленных территорий. При характерных в Прикаспии сильных ветрах на отдельных участках заказника имеет место ветровая эрозия почв.